# La Celle-Guenand
La Celle-Guenand ist eine Gemeinde im französischen Département Indre-et-Loire in der Region Centre-Val de Loire. Sie gehört zum Arrondissement Loches und zum Kanton Descartes. Sie grenzt im Nordwesten an Paulmy, im Norden an Ferrière-Larçon und Betz-le-Château, im Nordosten an Saint-Flovier, im Osten an Charnizay, im Süden an Le Petit-Pressigny und im Südwesten an Le Grand-Pressigny.

## Bevölkerungsentwicklung
| Jahr      | 1962 | 1968 | 1975 | 1982 | 1990 | 1999 | 2008 | 2015 |
| --------- | ---- | ---- | ---- | ---- | ---- | ---- | ---- | ---- |
| Einwohner | 543  | 509  | 420  | 365  | 412  | 362  | 385  | 375  |

## Sehenswürdigkeiten
- Schloss aus dem 15. Jahrhundert, restauriert im 19. Jahrhundert, Monument historique
- Kirche Notre-Dame, erbaut im 15./16. Jahrhundert, restauriert im 19. Jahrhundert, Monument historique
- Ehemalige Kapelle aus dem 15. Jahrhundert, Monument historique

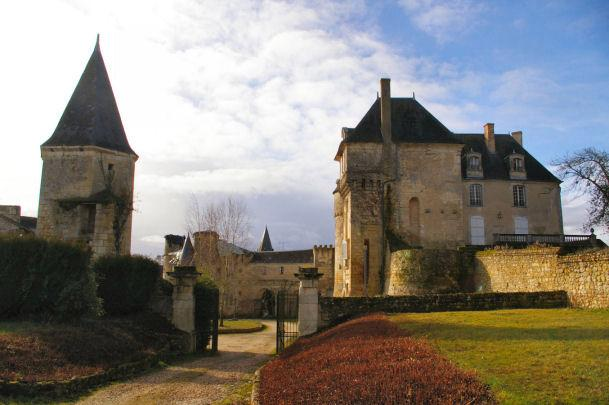
Schloss von La Celle-Guenand